# Nocturne ~Yasōkyoku~
Albums de Wink
Each Side of Screen
(1992) Raisonné
(1992)
Singles
Nocturne, sous-titré Yasōkyoku (夜想曲) sur la fiche de présentation accompagnant le disque, est le 9e album original du duo japonais Wink, sorti en 1992.

## Présentation
L'album sort le 26 novembre 1992 au Japon sous le label Polystar, sept mois après le précédent album du groupe, Each Side of Screen. Il atteint la 19e place de l'Oricon, et reste classé pendant quatre semaines.
Quatre des chansons de l'album étaient déjà parues en singles : Furimukanaide et Romance no Hakobune sur le single de juillet Furimukanaide, et Real na Yume no Jōken et Mujitsu no Objet (d'Art) sur le single d'octobre Real na Yume no Jōken. Deux autres chansons sont interprétées en solo : Celebration par Shoko Aida, et Only One par Sachiko Suzuki.
La moitié des titres de l'album sont des reprises de chansons occidentales adaptées en japonais : 
- Celebration, reprise de la chanson Save the Best for Last de Vanessa Williams sortie en single en 1992 ;
- Mujitsu no Objet, reprise de Invincible de Pat Benatar sortie en single en 1985 ;
- Romance no Hakobune, reprise de Little Russian de Mr. Zivago, single de 1987 ;
- Furimukanaide, reprise de la chanson de The Peanuts sortie en single en 1962 ;
- Tokei wo Tomete, reprise de la chanson du groupe japonais Jacks, single de 1968.

## Liste des titres
| 1.  | Real na Yume no Jōken (リアルな夢の条件)    | Neko Oikawa / Melo Osny / Satoshi Kadokura      | 4:37 |
| 2.  | Anata ni Himitsu na Yoru (あなたに秘密な夜) | N. Oikawa / Masahiro Takatsuki / Ryo Yonemitsu  | 3:36 |
| 3.  | Fuyu Gensō (冬幻想)                         | Neko Oikawa / Takashi Kudo / Satoshi Kadokura   | 4:58 |
| 4.  | Celebration                                 | P. Galdston, J. Lind, W. Waldman / S. Kadokura  | 3:54 |
| 5.  | Setsuna Version (刹那ヴァージョン)          | Neko Oikawa / Rie Milk / Ryo Yonemitsu          | 4:42 |
| 6.  | Only One                                    | Neko Oikawa / Yuki Kadokura / Satoshi Kadokura  | 5:03 |
| 7.  | Mujitsu no Objet (d'Art) (無実のオブジェ)   | Simon Climie, Holly Knight / Takao Sugiyama     | 4:30 |
| 8.  | Romance no Hakobune (ロマンスの方舟)        | S.A.Degl'innocenti, M.Masini / Motoki Funayama  | 3:52 |
| 9.  | Furimukanaide (ふりむかないで)              | Tokiko Iwatani / Hiroshi Miyagawa / S. Kadokura | 4:07 |
| 10. | Tokei wo Tomete (時計をとめて)              | Ken Horishita / Satoshi Kadokura                | 4:43 |

Notes
1. ↑  paroles japonaises de Serizawa Rui
2. 1 2  paroles japonaises de Neko Oikawa